# Rwamagana
Rwamagana – miasto w Rwandzie; stolica Prowincji Wschodniej; 51 tys. mieszkańców (2006). Przemysł spożywczy, włókienniczy.